# Vega de San Mateo

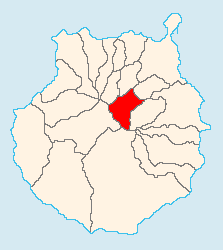
Localização de Vega de San Mateo

Vega de San Mateo (em português:  São Mateus) é um município da Espanha na província de Las Palmas, comunidade autónoma das Canárias. Tem 37,9 km² de área e em 2021 tinha 7 645 habitantes (densidade: 201,7 hab./km²).

## Demografia
| Variação demográfica do município entre 1991 e 2004 | Variação demográfica do município entre 1991 e 2004 | Variação demográfica do município entre 1991 e 2004 | Variação demográfica do município entre 1991 e 2004 |
| --------------------------------------------------- | --------------------------------------------------- | --------------------------------------------------- | --------------------------------------------------- |
| 1991                                                | 1996                                                | 2001                                                | 2004                                                |
| 6153                                                | 7316                                                | 6979                                                | 7617                                                |